# 수동 시스템
전산학에서 수동 시스템(手動―, hand-operated system)이란 전자매체 등을 통하지 않고 손으로 직접 조작하여 자료를 입력하는 시스템으로, 초기의 컴퓨터들이 여기에 속한다.

## 역사
- 1950년대 초반

주로 진공관을 이용한 컴퓨터로서 집채만한 크기였으며 열을 많이 방출하였다. 사용자는 각 비트(bit)에 해당하는 기계적 스위치를 조작함으로써 자료를 입력할 수 있었다.
- 1950년대 중반

플러그판(plugboard)을 전선으로 연결하는 방식으로 기계어를 표현하여 프로그래밍할 수 있었다.
- 1960년대 초반

천공카드가 도입되어 카드에 쓰고 읽는 것이 가능해졌다.

## 같이 보기
- 일괄처리 시스템